# Hippeastrum leopoldii
Hippeastrum leopoldii är en amaryllisväxtart som beskrevs av Thomas Moore. Hippeastrum leopoldii ingår i släktet amaryllisar, och familjen amaryllisväxter. Inga underarter finns listade i Catalogue of Life.